# Веско Пајовић
Веско Пајовић (Косовска Митровица, 17. јун 1953 — 27. јануар 2016) некадашњи је српски и југословенски кошаркаш.

## Играчка каријера
Кошарком је почео да се бави у родној Косовској Митровици да би 1972. године прешао у Београд. Пре свега је познат као кошаркаш Црвене звезде, за коју је играо од 1972. до 1975. године. Играјући у Звезди освојио је два национална купа али и Куп Купова иако није наступио ни на једној утакмици тог такмичења био је део тима. На 84 утакмица у Црвеној звезди забележио је 74 поена.